# Domme
Domme – miejscowość i gmina we Francji, w regionie Nowa Akwitania, w departamencie Dordogne.
Według danych na rok 1990 gminę zamieszkiwało 1030 osób, a gęstość zaludnienia wynosiła 41 osób/km² (wśród 2290 gmin Akwitanii Domme plasuje się na 417. miejscu pod względem liczby ludności, natomiast pod względem powierzchni na miejscu 370.).

## Historia

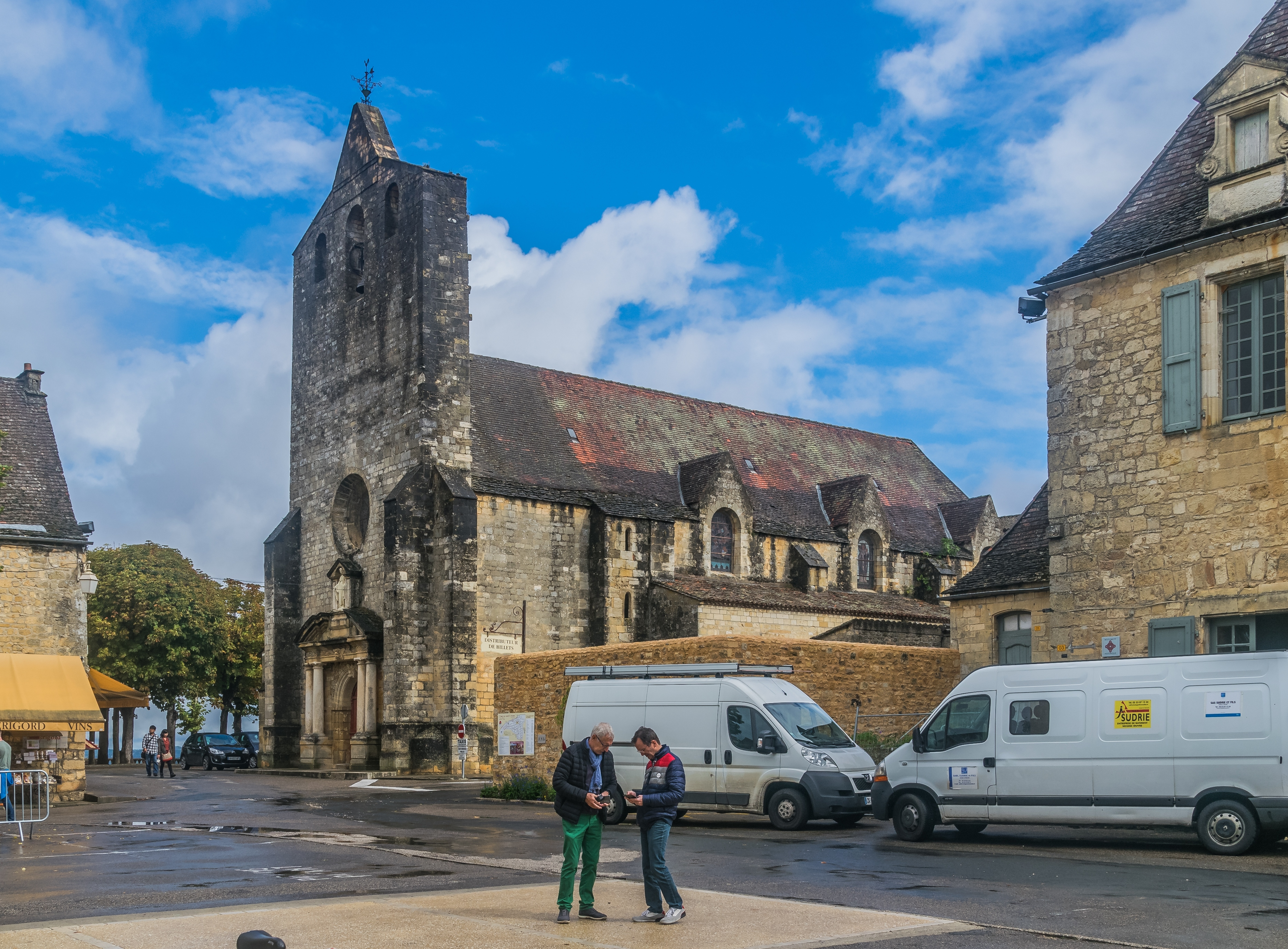
Kościół w Domme

Domme jako bastide założono w 1281 za czasów Filipa III Śmiałego. Miasto położone jest na urwisku. Posiada dwa główne place: de la Halle', gdzie odbywają się targi miejskie oraz de la Rodes, na którym odbywają się imprezy. W Domme mieszczą się jaskinie, które są dostępne do zwiedzania.